# KK Mornar Bar
O Basquete Clube Mornar Bar (cirílico:КК Морнар Бар)  é um clube profissional de basquetebol situado na cidade de Bar, Montenegro que disputa atualmente a Liga Montenegrina, Liga Adriática de Basquetebol e a Liga dos Campeões. Foi fundado em 1979 e manda seus jogos no Pavilhão Esportivo Topolica com capacidade para 3.000 torcedores.